# Adenostoma fasciculatum
Espèce
Classification phylogénétique
Adenostoma fasciculatum est une espèce de plantes à fleurs de la famille des Rosacées, parfois appelée « chamise » en français (en espagnol et en anglais : chamisal). Elle est originaire de Californie et de la Basse-Californie